# Norske Lov
Kong Christian Den Femtes Norske Lov blev vedtaget den 15. april 1687 og trådte i kraft på Mikkelsdag den 29. september 1688 og afløste Christian 4.s Norske Lov fra 1604. Loven blev sat i kraft for Færøerne ved kgl. reskript af 12. maj 1688. Ved udgivelsen af loven var der under et portræt af kongen gengivet et digt af Thomas Kingo.
Christian 5.s norske lov baserede sig på Danske Lov fra 1683, men indeholdt en hel række særbestemmelser og indrømmelser overfor norske økonomiske interesser. Det norske forarbejde med at få revideret lovgivningen var startet med forslag fra Jens Bjelke. Statholderne Hannibal Sehested og Ulrik Frederik Gyldenløve støttede også bestræbelserne, men først i 1680 kom en lovkommission i gang.
Norske Lov indeholdt en række særbestemmelser som adskilte sig fra den tilsvarende Danske Lov, særlig inden for stedlige forhold som jordleje, familiens ejendomsret til jord, arveret, jagt- og fiskeriret, handelsregulering og militære forhold.

## Forhistorie
Den ved Magnus Lagabøtes Landslov af 1274 og byloven af 1276 i alt væsentligt opnåede retsenhed for landet fastholdtes senere altid. Efter at imidlertid unions- og reformationsperioderne havde fremkaldt en voksende overgang ikke alene til danske retsnormer, men i endnu højere grad til benyttelsen i de højere samfundslag af dansk sprog, tabtes uden for en snæver kreds af lovkyndige evnen til både at læse og fortolke de gamle lovbøger.
For at hjælpe på denne for retsplejen så mislige tilstand oversatte lagmanden Anders Sæbjørnson omkring 1530 landsloven til dansk. Hans oversættelse, der delvis var en bearbejdelse og gennemgående meget fri, samt til dels fejlagtig, vandt almindelig udbredelse i praksis, og blev heller ikke fortrængt af lagmanden Hans Los oversættelse, der lå nærmere grundteksten. Lo synes at have udført dette arbejde efter opdrag af kong Frederik 2., som i et reskript af 1572 havde befalet lagmændene "den Norske Lov" "paa god Danske transferere og udsætte". Lige så lidt blev usikkerheden med hensyn til lovteksternes rette lydelse fjernet på et af Christian 4. i 1593 i Oslo sammenkaldt møde af lagmændene for at få den Norske Lov forklaret. Først på et lignende møde sammesteds i 1602 lykkedes det kongen at få loven oversat og forsynet med forslag til tidsmæssige ændringer, rigtignok af allernødtørftigste art.
Efter fornyet bearbejdelse vedtoges lovteksten på en herredag i Bergen i juli 1604 og overgaves derpå, med ny ændringer, ved et som fortale indtaget kongeligt brev af 4. december samme år til trykning. Denne foregik så hurtig, at trykte eksemplarer i juni 1605 fra København kunne oversendes de norske lagstole til benyttelse. I hovedsagen er dog "Christian 4.s Norske Lov" kun "en autorisation af Anders Sæbjørnsons oversættelse og har arvet dennes svagheder". Den udelader landslovens kristendomsbalk og tager heller intet hensyn til bylovens særafsnit. Ved sin udgivelse modtagen med megen glæde, fordi den gjorde ende på forvirringen i henseende til de mange indbyrdes uens lovtekster, viste den sig i den praktiske anvendelse snart både forældet og ukorrekt. Den blev imidlertid i formen stående uophævet, indtil den i 1687 afløstes af "Christian V's Norske Lov".
Tanken på en revision af Norske Lov fremsattes efter enevældens indførelse først af statholderen Ulrik Frederik Gyldenløve i 1664 og gentoges i 1666. Men videre tiltag såvel i dette år som 1680 ledede ikke til noget. I 1682 nedsattes derimod i København en lovkommission bestående af 4 nordmænd, hvis opdrag gik ud på at gennemgå den da fuldt færdige Danske Lov og at undersøge, hvor meget deraf til opnåelse af "uniformitet" kunne bibeholdes for Norge. Hvor dette ikke lod sig gøre, skulle de påse, at de fornødne afvigelser "efter Norges Skik og Sædvane vorder forfattet". Kommissionens formand var "Rigets Skriver" (i statholderens kancelli på Akershus) kancelliråd Christian Stockfleth, senere stiftamtmand og en tid lang envoyé (udsending) i Stockholm; dens virksomste kraft var derimod vistnok borgmester i Kristiania Jens Hoppener, fra hvis hånd der tidligere forelå en kritik af Christian 4.s Norske Lov, og som også for øvrigt ses at have syslet med studier i norsk ret. Formodentlig skyldes det derfor nærmest ham, at kommissionens udkast, der allerede var færdigt inden årets udgang, trods stærk og principiel tilslutning til Danske Lov, dog samtidig røber et selvstændigt og indsigtsfuldt syn for ulighederne mellem begge rigers retsforfatning. Da kommissionen imidlertid i denne retning gik videre end fra dansk side forønsket, blev der i 1683 nedsat en udelukkende af danske sammensat revisionskommission, blandt hvilke Danske Lovs hovedforfatter Rasmus Vinding, mens Hoppener og et andet medlem af den norske kommission kun befaledes at bistå dem. Da imidlertid det norske udkast ikke lagdes til grund for revisionen, men der tværtimod til lovens 3 første bøger af revisionskommissionen udarbejdedes et nyt udkast, trak de to nordmænd sig tilbage. I stedet nedsattes der 1684 en ny revisionskommission af norske embedsmænd med sammentræde i Kristiania. De indskærpedes på ny uniformitetens bevarelse, hvorfor deres rettelser af det danske udkast, skønt ingenlunde uden betydning, dog i det hele blev lidet indgribende. I revisionen af 2. bog deltog også de norske biskopper, hvilket medførte nogle flere ændringer i national retning. Derpå gik lovteksten atter tilbage til den danske kommission, som nu gav Norske Lov dens endelige form.
Den promulgeredes ved forordning af 14. april 1688 og trådte i kraft Mikkelsdag samme år, men da fortalen er dateret 15. april 1687, anses den som given under denne dato.

## Lovens fortale: Norges særstilling i rigsfællesskabet
Norges stilling som et eget rige og med sin egen lov kommer klart til udtryk i fortalen til Norske Lov, der indeholder følgende begrundelse for lovens udarbejdelse og stadfæstelse af den unge enevælde:
"VI CHRISTIAN DEN FEMTE af Guds Naade, Konge af Danmark og Norge, de Venders og Gothers, Hertug udi Slesvig, Holsten, Stormarn og Dytmersken, Greve udi Oldenborg og Delmenhorst, giøre hermed for alle vitterligt, at saasom Guds Frygt og Retfærdighed ere de tvende fornemste Støtter og Hovedpillere, med hvilke Lande og Riger udi deris bestandige Flor og Velstand befæstis og opholdis, og derfor ligesom Gud allermægtigste til det første haver givet os en stor Anledning i disse Nordiske Lande, hvor hand saa naadeligen haver ladet antænde sit Ords og Evangelii klare Lys, som aabenbarligen over alt iblant os skinner og lyser til den sande og rette Religions Bestyrkelse, som bestaar i en fornuftig og retsindig Guds Frygt og Dyrkelse: Saa er og til det andet, som er Ret og Retfærdighed i Lande og Riger at stadfæste højligen fornøden saadanne Love at beskikke og forordne, hvorved Retfærdighed fra al Vold og Indpas maa vorde beskærmet; Ti dersom et hvert Menniske var retsindigt og vilde nøjis med det ham med rette tilkom, og ikke søge sin Næstis Skade, men giøre hannem den samme Ret, hand ville sig selv skulle vederfaris, da giordis ingen Lov fornøden, men derfor sættis Loven, at de Retvise og Fredsommelige maa nyde deris Ret og de Uretvise og Uretfærdige, som ikke ville giøre ret efter det, som i Loven skrevet er, kand vorde ved den Straf, som i Loven sat er, formeente at giøre uret."
Indledningen indeholder kongens fulde retsstilling, hvor Norge fremhæves ved siden af Danmark. Desuden fremsættes pædagogiske sidestillinger af tro og retsskaffenhed som grundlaget for rigets velstand. Videre hedder det:
"Dette have voris elskelige Forfædre, Højlovlige Konger i Danmark og Norge, meget vel og grundeligen overvejet og betænkt, som derfor, een efter anden, have til deris Undersaatters Tarv og Nytte sat Lov og Ret i Rigerne; Men eftersom Loverne i gamle Tider bestod mere i Undersaatternis Ihukommelse, end i nogen skriftlig forfattet Lovbog, da have de fordum høistberømmelige Konger udi Norge for nogle hundrede Aar siden først ladet forfærdige adskillige skrevne Lovbøger, hvorefter Dommerne skulde dømme, og Undersaatterne rettis. Men udi særdelished lod Kong Magnus Haagenssøn, som formedelst at hand mere end hans Forfædre Loven forbedrede, blev kaldet Lagebæter, med Flid samle alle skrevne Love, som da omstunder hver paa sit sær Retterting udi Norge brugelige vare, dog udi adskilligt uovereensstemmende, og paa det at Undersaatterne, som hafde een Gud, een Tro, een Konge udi eet Rige, ikke skulde være adskilte ved sære Lovbøger og Rettergang, tog deraf saa meget, som til Landets og Indbyggernis Tarv kunde tiene, og udi een sær Lovbog lod forfatte, hvilken og alle Norgis Indbyggere siden have fult, saa at det hele Rige derefter er bleven rettet og dømt. Endeligen, som ved Tidens Længde og Tungemaalets merkelig Forandring, Tid efter anden, meget derudi fantis, som bedre Oplysning behøvede, have efterfølgende Konger ofte været foraarsagede ved mange og adskillige Rettebøder og aabne Breve, samme Love at forandre og forklare, indtil at voris elskelige kiere Hr. Farfader, højloflig Ihukommelse, Kong Christian den Fierde, efter Norgis Rigis Indbyggeris allerunderdanigste ansøgning og Begæring, sig allernaadigst forretog Norgis Lov, som for hans Kongelige Regærings Tid hafde været saa tvilagtig og mørk, saaledis at forklare, forbedre og udi god Orden sætte, at den baade af Dommerne og Parterne letteligen kunde forstaais og følgis, hvilket og i saa maader er bleven fuldbyrdet, at Norgis Lov med alle gamle og ny Rettebøder, saa mange som efter Tidernis Tilstand tienlige vare, hver paa sin Stæd ere blevne indførte, og udi een Bog Aar 1604 til Trykken forfattede. Men som Vi allernaadigst vare komne udi Erfaring, at endnu adskilligt ydermere kunde tiene, og højligen behøvedis til samme Lovbogs videre Forbedring, Vi og allerede allernaadigst hafde givet voris Danske Lov menige Undersaatter i vort Rige Danmark til Gavn og Beste; Da, paa det at alle og en hver skulle kiende og fornemme, at Vi lige Kongelig Omsorg drage for vore kiere og tro Undersaatter udi alle vore Riger og Lande, og til den Ende udi særdelished, at Ret og Retfærdighed over alt kunde have lige Gænge, og det gemene Beste mueligst befordris, have Vi for got befundet, og fornøden eragtet, at den hid til dags brugelige Norske Lovbog, med forrige Recesser, saavelsom andre Kongelige Ordinantzer og Forordninger, Norge vedkommende, som udi højstbemælte vor Sl. Hr. Farfaders, og udi vor elskelige kiere Hr. Faders Sl. og højværdigst Ihukommelse Kong Friderik den Trediis, saavelsom voris egen Kongelige Regærings Tid vare udgangne, paa ny bleve efterseete, paa det at alt hvis derudi endnu befantis vanskeligt at forstaa, med tydeligere Ord kunde forklaris, enhver Materie ordentlig til sit beqvem Stæd henføris, og udi visse Bøger og Capitler saaledis fordelis, at denne Norske med voris tilforne given Danske Lovbog udi Orden, Mening og Ord det meste mueligt var, og hvor Norgis Beskaffenhed det ej anderledis fornødenlig udkrævede, kunde overeensstemme. Ti have Vi allernaadigst anbefalet nogle af vore tro Undersaatter og Betiente, som udi Norgis Lov, og om Landets Tilstand kyndige vare, dette Verk strax at forretage og fuldfærdige; Og da det saaledis forfattet var, have Vi det end ydermere ved andre af vore Raad og Betiente udi begge vore Riger, Danmark og Norge med Flid ladet oversee og grundeligen overveje, saa og endelig selv givet vor allernaadigste Slutning paa alt hvis, som for billigt, eller fornøden, kand have været eragtet derudi enten at tilsætte, forandre eller fratage."
I dette fortalens andet afsnit trækkes de norske historiske linjer op: de tidligere lovændringer og begrundelsen for hvorfor en ny lov nu udarbejdes. Danske Lov nævnes men kun for at understrege behovet for en egen norsk lov. Nu følger et teknisk afsnit om de foretagne forandringer:
"Og er særdelis udelat: Først alt hvis som ikke kunde beqvemme sig med vor Kongl. Souveraine Arve-Regærings Ret: Dernæst er og udelat hvis som hidindtil er befundet at have foraarsaget baade formedelst Meeneederi stor Guds Fortørnelse, saavelsom formedelst vitløftige og langvarige Processer stor Bekostning og Armod hos Undersaatterne, og dog hverken Sandhed ved de Midler, eller slig Lovens Maade at være kommen for Lyset langt mindre den Nødlidende til sin Ret. For det tredje er ogsaa af denne Lovbog udelat alt hvis Politien egenlig vedkommer, hvorom ingen saa stadige Love, eller Anordninger, kand giøris, som jo efter Tidernis Lejlighed een, eller anden, Forandring kunde behøve; Hvorfore Vi slige foranderlige Love og Anordninger, som ubrødeligen dog alligevel skal holdis, indtil anderledis allernaadigst vorder anordnet, i en sær Bog, Politi-Ordning kaldet, ville lade forfatte, og ikke ville have dennem indførte, eller beblandede, med denne Lov, som i vort Rige Norge udi stædsvarende Brug herefter skal forblive Endelig eftersom Loven bør at være skikket efter hver Mands Tarv, lige billig og lige taalig for alle, saa at ingen ved Loven enten nyder nogen Fordeel, eller tager Skaade frem for andre, saa er og udelat alt hvis i saa maader nogen frem for andre sig enten til Fordeel, eller Skade, hvad heller det maatte bestaa i blotte Ord, eller Gierningen selv, kunde tilegne."
Så følger atter et retspædagogisk afsnit, der tillige pålægger alle at rette sig efter loven samt et afsnit, der ophæver al tidligere og ikke på ny stadfæstede lovbestemmelser:
"Hvis ellers Privilegier og Friheder, som Loven, Recesserne og endeel Forordninger tilforn ikkun tilegnede dennem, hvis Forfædre i Begyndelsen med deris Dyd og Tieniste for Riget og Fædernelandet dislige Privilegier hafde forhvervet, derom have Vi, for at opmuntre alle til Dyd paa sine Tider og Stæder, giort saadan allernaadigst Anordning, at forbemælte Privilegier og Friheder skal strække sig til alle vore kiere og tro Undersaatter i Almindelighed saaledis, at alle de, som formedelst deris Dyd og Dygtighed af Os til noget Embede, eller Forretning, hvoraf de selv kand have nogen Ære og Berømmelse, vorde bestilte og antagne, alle føromrørte Privilegier, Friheder, Ære og Værdigheder nyde. Og er saaledis dette vigtige Verk ved Guds Naadis Bistand og efter lang Ynske nu fuldfærdiget og kommet til den Ende, at det efter vor allernaadigste Befaling er vorden trykt, hvorved Vi alle forrige Love, Ordinantzer, Recesser og Forordninger, saa vit de her ikke findis indførte, ville ganske have ophævede, og ej i nogen maade, tillade, at, saasom de til ævig Tid bør at være magtisløse, og uden nogen Brug, de da efter denne dag enten af Parterne i nogen Rettergang maa brugis, eller af Dommerne i forrefaldende Sager anseis; Ti byde Vi og alvorligen befale alle og enhver, ihvo de og ere, som bygge og boe udi vort Rige Norge, eller derudi noget Gods eje, eller sig der opholde, at de rette sig efter alt hvis her staar skrevet i denne Lovbog, saa fremt de ville undgaa den Straf, som i den sat er, og ikke have forbrut al Kongl. Hyldest og Naade. Særdelis strengeligen befalis Dommerne og alle, som dømme skulde, at de udi alle Sager, som dennem forrekomme, denne Lov som en Rettesnor følge, og derefter retsindeligen kiende og Dom afsige uden nogen Anseelse til Vold, Magt, Højhed, Frændskab, Venskab, Had, eller Avind, og hielpe hver mand til Rette, den Ringe og Fattige saavelsom den Høje og Rige, Indlændiske og Udlændiske, og med deris Domme frelse alle dennem, som med Vold tvingis, særdelis fattige Enker og faderløse Børn, paa det at Sandhed, Retfærdighed og Fred maa boe i landet, og den retfærdige og højeste Dommeris Naade og Miskundhed maa styrkis og formeris over voris Kongl. Arve-Huss, vore Arve-Riger og Undersaatter til bestandig Velstand med timelig og ævig Velsignelse. Givet paa vort Slot Kiøbenhavn den Femtende Aprilis Aar efter Christi Fødsel Et Tusinde Sex Hundrede Firesindstyve og Syv, voris Regærings Attende."
Udtrykket "vort rige Norge" lader ikke tvivl om, at Norge var et rige, ikke en provins.

## Lovbestemmelser
Norske Lov blev på flere områder, fx med hensyn til landboforholdene en førtsættelse av ældre norsk lovgivning, især odels-- og åsæderetten.

### Strafferetslige bestemmelser
Loven indebar blandt andet brug af gabestok, samt hjul og stejle. For personer under ti år var formildende. Forordningen fastsatte i detaljer, hvordan morderen skulle tortureres før henrettelsen: Knibes med gloende tænger af skarpretteren udenfor åstedet, derefter tre gange på vejen mellem åsted og rettersted, og til sidst for femte gang på retterstedet. Så skulle "Haanden lefvendis afhugges", og til sidst hovedet med økse. Hånden skulle fæstes på samme stage som hovedet, og kroppen lægges på hjul som føde for kragerne.
Så sent som i 1875 blev den tolv år gamle Andrea Eliasdatter Fedje dømt til fem års straffarbejde for mord, efter at have druknet en tre år gammel pige i et mosehul i Masfjorden. Det var denne forordning, som blev iværksat overfor de to unge søstre Alet og Anne Christophersdatter, da de blev henrettet i Øyestad 24. juli 1771 for flere giftmord.

## Varighed
Lov af 25. oktober 1815 afskaffede "alle Piinsler, som ved Lovene er anordnede tilligemed Dødsstraffene", så som fx kongelig forordning af 16. oktober 1697 om "om grove Morderes Straf", som gjaldt mord på nære pårørende, som ægtefælle, forældre, husbond osv. De strafferetslige bestemmelser gjaldt i store træk frem til 1842, mens de civilretlige bestemmelser i årenes løb er blevet erstattede af en række nye love. I dag (2010) er det kun nogen få bestemmelser, som er gældende ret i Norge og optaget i lovsamlingen Norges Lover 1687-2007.
Kriminalloven af 1842 trådte i kraft fra 1. januar 1843, men forbrydelser begået før denne dato blev fortsat straffet efter Norske Lov. Den sidste dødsdom efter den gamle lov kom så sent som i august 1862, da den 80 år gamle Lorentse Thomasdatter Vaagen tilstod at have ranet og kvalt sin værtinde, Gunnil Heggelund, med et strømpebånd i Trondheim i 1827. Dødsdommen blev dog omgjort til livsvarigt tugthus, og Vaagen døde, før året var omme.
Norske Lov af 1687 blev sidst taget i brug ved en norsk domstol i 1996, da en mand fra Sola købte damer for 17.000 kroner på en natklub i Oslo. Dernæst spærrede han sin konto, inden klubben fik pengene hævet. Da sagen kom op, vurderede dommeren med hjemmel i Norske Lov, om de solgte tjenester var noget, der overhovedet kan kræves betaling for. "Det er klart i offentlig interesse, at aftaler om køb af seksuelle tjenester hverken indgås, gennemføres eller betales," hed det i dommen. Med henvisning til Christian 5. og hans lov slap manden dermed at betale for de tjenester, han havde fået.